# حملة موريا
حملة موريا (بالفرنسية: Expédition de Morée) هو الاسم الذي أُطلق على التدخل البري العسكري للجيش الفرنسي في منطقة بيلوبونيز اليونانية في الفترة ما بين عامي 1828 و1833، خلال فترة حرب الاستقلال اليونانية، بهدف إخلاء المنطقة من سيطرة قوات الاحتلال العثمانية المصرية. رافقت الحملة أيضًا بعثةٌ علمية بتكليف من الأكاديمية الفرنسية.
بعد سقوط ميسولونغي عام 1826، قررت القوى الأوروبية الغربية التدخل لصالح القوى الثورية في اليونان. كان هدفهم الأساسي من وراء ذلك هو إجبار ابراهيم باشا، الحليف المصري للدولة العثمانية، على إجلاء قواته من المناطق المحتلة، ومن بينها شبه جزيرة بيلوبونيز اليونانية. بدأ التدخل عندما أُرسل أسطول فرنسي-روسي-بريطاني إلى المنطقة، تمكن من إلحاق الهزيمة بالقوات العثمانية المصرية في معركة نافارين في شهر أكتوبر من عام 1827. هبطت، في شهر أغسطس من عام 1828، فرقة مشاة فرنسية مكونة من 15 ألف مقاتل بقيادة الجنرال نيكولا جوزيف ميزون في جنوب غرب البيلوبونيز. سيطر الجنود خلال شهر أكتوبر على المعاقل الرئيسية التي كانت لا تزال تحت السيطرة التركية في شبه الجزيرة. على الرغم من عودة الجزء الأكبر من القوات إلى فرنسا في أوائل عام 1829، وبعد ثمانية أشهر من الانتشار في المنطقة، لكن، أبقى الفرنسيون على تواجدهم العسكري في شبه الجزيرة حتى عام 1833. تكبد الجيش الفرنسي، بالرغم من ذلك، العديد من الخسائر البشرية (1500 قتيل)، ويعود ذلك بشكلٍ رئيسي إلى الإصابة بأمراض الحمى والزحار.
أُلحقت القوات الفرنسية، تمامًا كما حدث في الحملة على مصر التي قادها نابليون عندما رافقته لجنة العلوم والفنون، بلجنة علمية (بالفرنسية: Expédition scientifique de Morée)، ووُضعت تحت إشراف ثلاث أكاديميات تابعة لمعهد فرنسا. انطلقت البعثة، التي اشتملت على 19 عالم يمثلون تخصصات مختلفة في التاريخ الطبيعي وعلم الآثار وفني العمارة والنحت بقيادة عالم الطبيعة والجغرافيا جان بابتيست بوري دو سان فانسنت، في شهر مارس من عام 1829 نحو اليونان، بقي معظمهم فيها لمدة 9 أشهر. تمكنت البعثة من إثبات أهمية عملها في التطوير المستمر للجمهورية الهيلينية الأولى، وبصورة أعم، كان عمل البعثة علامة بارزة في التاريخ الحديث لعلم الآثار وعلم الخرائط والعلوم الطبيعية، وكذلك في دراسة اليونان.

## سياق الحملة

### السياق العسكري والدبلوماسي
ثار اليونانيون في عام 1821، ضد الحكم العثماني الذي استمر لعدة قرون. تمكنوا من تحقيق العديد من الانتصارات في فترة وجيزة، إلى أن أعلنوا استقلالهم في 1 يناير من عام 1822. مع ذلك، تناقض إعلان الاستقلال مع مبادئ مؤتمر فيينا والتحالف المقدس، التي كانت تفرض التوازن الأوروربي في ذلك الوقت، والتي حظرت أي تغيير محتمل في الوضع السياسي للمنطقة. لم يتدخل التحالف المقدس لوقف المتمردين اليونانيين الليبراليين، على عكس ما حصل في مناطق أخرى من القارة الأوروبية.
أثارت الانتفاضة الليبرالية والوطنية غضب الأمير كليمنس فينزل مترنيش، مستشار الإمبراطورية النمساوية، والمهندس السياسي الرئيسي في التحالف المقدس. نظرت روسيا إلى التمرد اليوناني بشكل إيجابي، وذلك بسبب تضامنها الديني الأرثوذكسي مع المتمردين اليونانيين، إضافة إلى المصلحة الجيوستراتيجية (المتمثلة بالسيطرة على مضيقي الدردنيل والبوسفور). كانت فرنسا، عضو آخر ناشط في التحالف المقدس، قد تدخلت مؤخرًا في إسبانيا ضد الليبراليين في معركة تروكاديرو (1823)، لكنها وبالمقابل، اتخذت موقفًا غامضًا من الثورة اليونانية: رأت باريس في الليبراليين اليونانيين مسيحيين بالدرجة الأولى، وشعرت بأن انتفاضتهم بوجه العثمانيين المسلمين ستشكل بداية لحملة صليبية جديدة. كانت بريطانيا العظمى، الدولة الليبرالية، مهتمة بالوضع في منطقة اليونان، ويعود ذلك في المقام الأول إلى موقعها الجغرافي الاستراتيجي (على الطريق بين الهند ولندن) ولرغبتها في ممارسة شكل من أشكال السيطرة عليها. أخيرًا، مثلت اليونان بالنسبة لجميع البلدان الأوروبية، مهد الحضارة الغربية والفنون منذ عصر اليونان القديمة.
كانت الانتصارات اليونانية تتسم بقصر أجلها. طلب السلطانُ المساعدةَ من تابعه المصري، محمد علي باشا، الذي أرسل ابنه إبراهيم باشا إلى اليونان على رأس أسطول و 8000 مقاتل، ثم أتبعه بـ 25 ألف جندي آخرين. كان تدخل إبراهيم باشا حاسمًا، إذ تمكنت الدولة العثمانية من استعادة جزء كبير من شبه جزيرة بيلوبونيز اليونانية في عام 1825. سقطت مدينة ميسولونغي المفتاحية، واسُعيدت السيطرة على أثينا عام 1827. بقيت مناطق نافبليو، وشبه جزيرة ماني، وجزيرة هيدرا، وجزيرة سبيتسيس، وجزيرة أجانيطس تحت سيطرة قوات التحرير من القوميين اليونانيين.
تطور في أوروبا الغربية تيارٌ قويٌ من الحركات المعجبة بالحضارة الإغريقية (الفلهيلينية) الذي قرر التدخل لصالح اليونان –الواجهة المسيحية للشرق- والتي تمتلك موقعًا استراتيجيًا هامًا -في مجابهة التوسع الإسلامي- وواضحًا بالنسبة لتلك القوى السياسية. اعترفت فرنسا وروسيا والمملكة المتحدة، بموجب معاهدة لندن الموقعة في شهر يوليو من عام 1827، بالحكم الذاتي لليونان التي بقيت دولة تابعة للدولة العثمانية. وافقت القوى الثلاث على تدخل محدود يهدف إلى إقناع الباب العالي بقبول شروط الاتفاقية. اقتُرحت واعتُمدت خطةٌ لإرسال بعثة بحرية كدليل على القوة، أُرسل بعد ذلك أسطول بحري روسي فرنسي بريطاني مشترك لممارسة الضغط الدبلوماسي على القسطنطينية. أدت معركة نافارين (في 20 أكتوبر من عام 1827)، التي وقعت بالمصادفة، إلى تدمير الأسطوال التركي المصري.

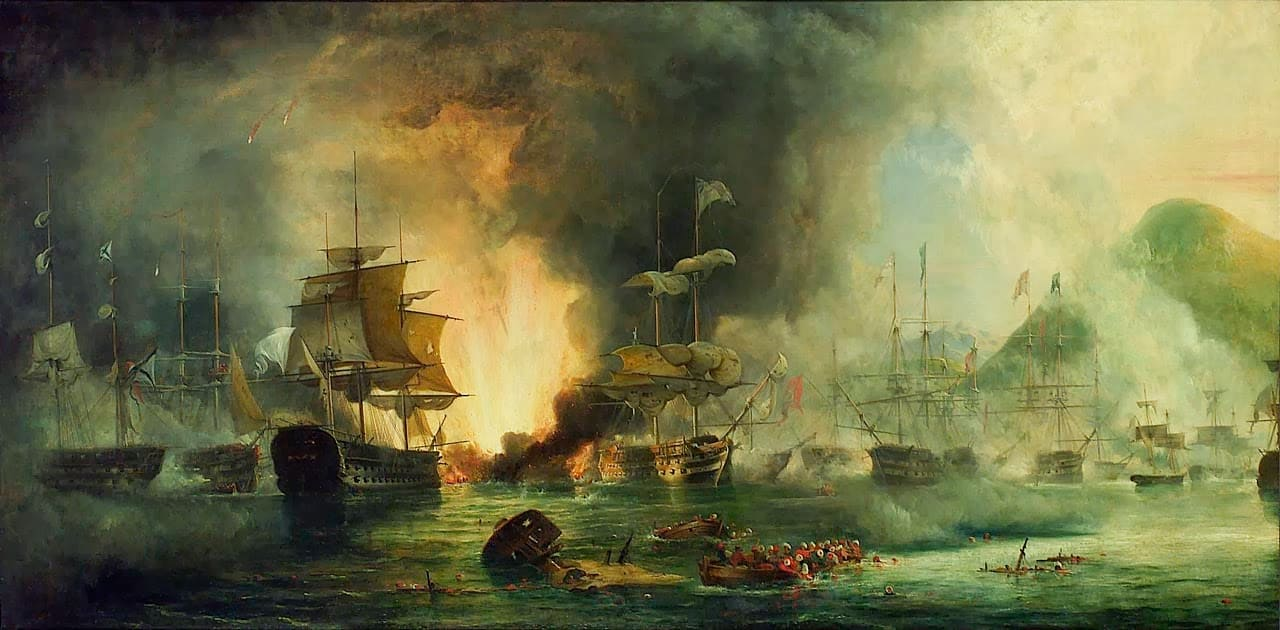
استطاعت قوات الحلفاء البحرية (بريطانيا العظمى وفرنسا والإمبراطورية الروسية) في معركة نافارين بتاريخ 20 أكتوبر 1827من إلحاق الهزيمة بالأسطولين العثماني والمصري

في عام 1828، وجد إبراهيم باشا نفسه في وضع صعب، بعد أن تلقى هزيمة كبيرة في معركة نافارين. فرض الأسطول المشترك حصارًا منعه من تلقي التعزيزات والإمدادات، وعادت قواته الألبانية التي لم يعد بإمكانه الدفع لها، إلى بلدانها تحت حماية القوات اليونانية بقيادة الجنرال ثيودوروس كولوكوترونيس. في 6 أغسطس من عام 1828، وُقعت في الإسكندرية اتفاقية بين نائب السطان، محمد علي، والأدميرال البريطاني إدوارد كودرينجتون. طُلب من محمد علي باشا، بموجب شروط الاتفاقية، إجلاء القوات المصرية من شبه جزيرة بيلوبونيز مع إبقاء بضع قوات تركية فيها (تقدر بـ 1200 رجل). رفض محمد علي باشا الالتزام ببنود الاتفاق، وأبقى قواتٍ عثمانية في مناطق يونانية مختلفة، كان من بينها: ميسينيا و مدينة بيلوس، ومدينة باتراس، إضافة إلى العديد من المعاقل الأخرى، وأمر بالتدمير المنهجي لتريبولي.
في هذه الأثناء، بدأت الحكومة الفرنسية، تحت قيادة شارل العاشر، بإعادة حساباتها المتعلقة بسياسياتها تجاه اليونان. لاحظ إبراهيم باشا هذا الغموض بعد لقائه الجنرال ميزون في شهر سبتمبر. بدأت في فرنسا، حركةٌ ليبرالية مؤيدة لليونان ومستوحاة من أحداث اليونان، بالتطور. كان موقف فرنسا تجاه ميترينخ يزداد حساسية مع مرور الوقت. قررت الحكومة الملكية المتشددة تسريع الأحداث، إذ قدمت اقتراحًا لإرسال بعثة استكشافية برية مشتركة إلى بريطانيا العظمى التي رفضت التدخل المباشر. أعلنت روسيا، في الوقت نفسه، الحرب على الأتراك. أقلقت الانتصارات العسكرية لروسيا بريطانيا العظمى التي لم تكن ترغب في توسع الإمبراطورية القيصرية جنوبًا، وأجبرتها على عدم معارضة التدخل الفرنسي.

### السياق الفكري
حفزت فلسلفة التنوير اهتمام الأوروبيين الغربيين باليونان، أو بحضارة اليونان القديمة المثالية التي كانت محور العصور الكلاسيكية القديمة على وجه التحديد. اعتقد فلاسفة عصر التنوير، الذين كانوا مهتمين بشكل كبير بمفاهيم الطبيعة والعقل، بكون هذه القيم أساسية في أثينا الكلاسيكية. أصبحت الديموقراطيات اليونانية القديمة، وقبل كل شيء الديموقراطية الأثينية، نماذج يُحتذى بها. بحث الفلاسفة هناك عن إجابات للمشكلات السياسية والفلسفية التي شغلت علماء عصرهم. عملت بعض المؤلفات، ككتاب الرحلة البحرية للشاب آناكارسس في اليونان الذي نشره المؤلف جان جاك بارتيملي عام 1788، على إصلاح الصورة النمطية لمنطقة بحر إيجة في أذهان الأوروبيين.